# Congleton (district)
Congleton was een Engels district in het graafschap Cheshire en telde 90.655 inwoners (2001), waarvan een kwart in de hoofdplaats Congleton. De oppervlakte bedraagt 211,0 km².
Van de bevolking is 15,8% ouder dan 65 jaar. De werkloosheid bedraagt 2,2% van de beroepsbevolking (cijfers volkstelling 2001).

## Plaatsen in district Congleton
- Alsager
- Congleton